# 上海煤气公司杨树浦工场旧址

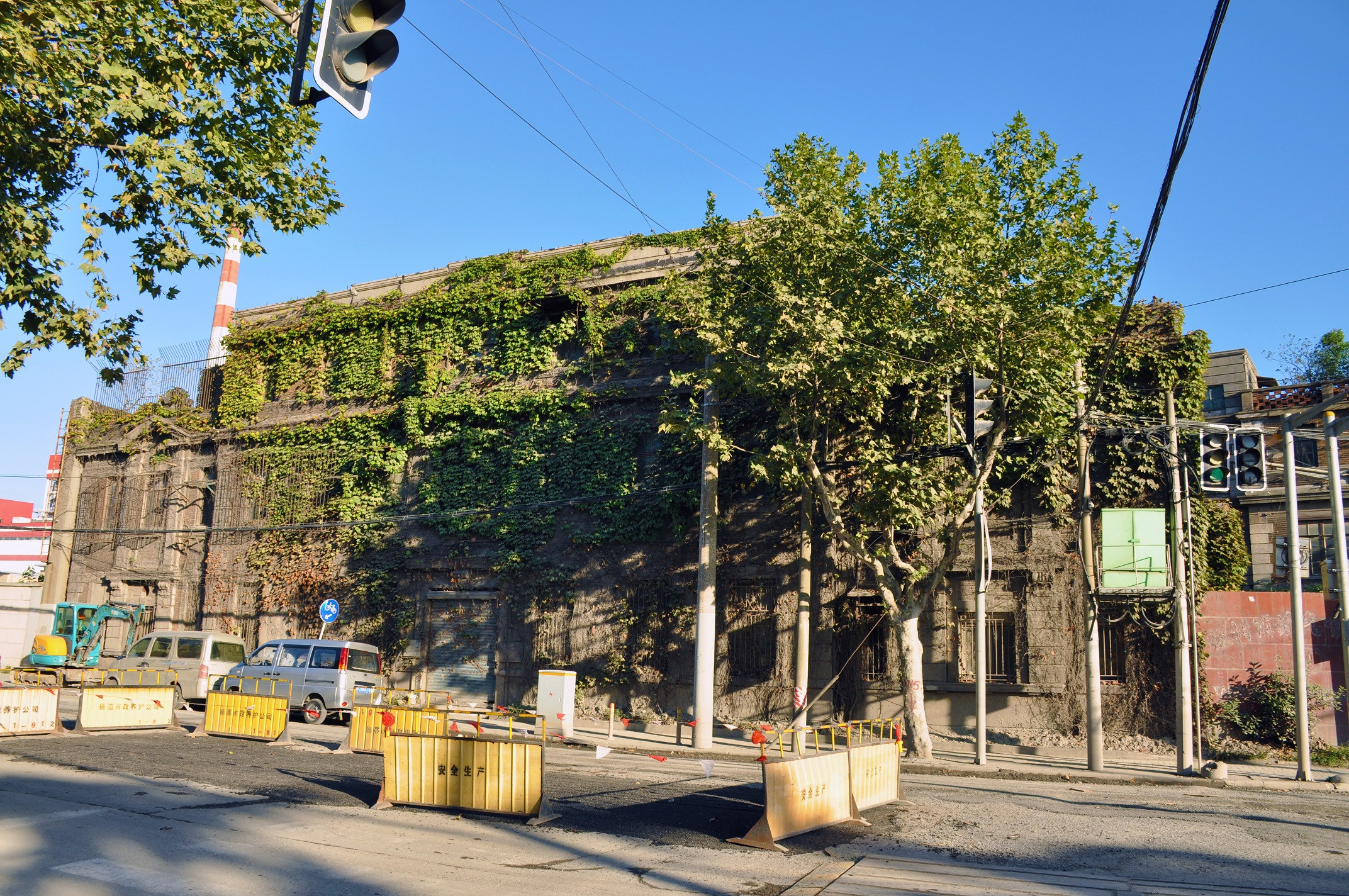
办公楼

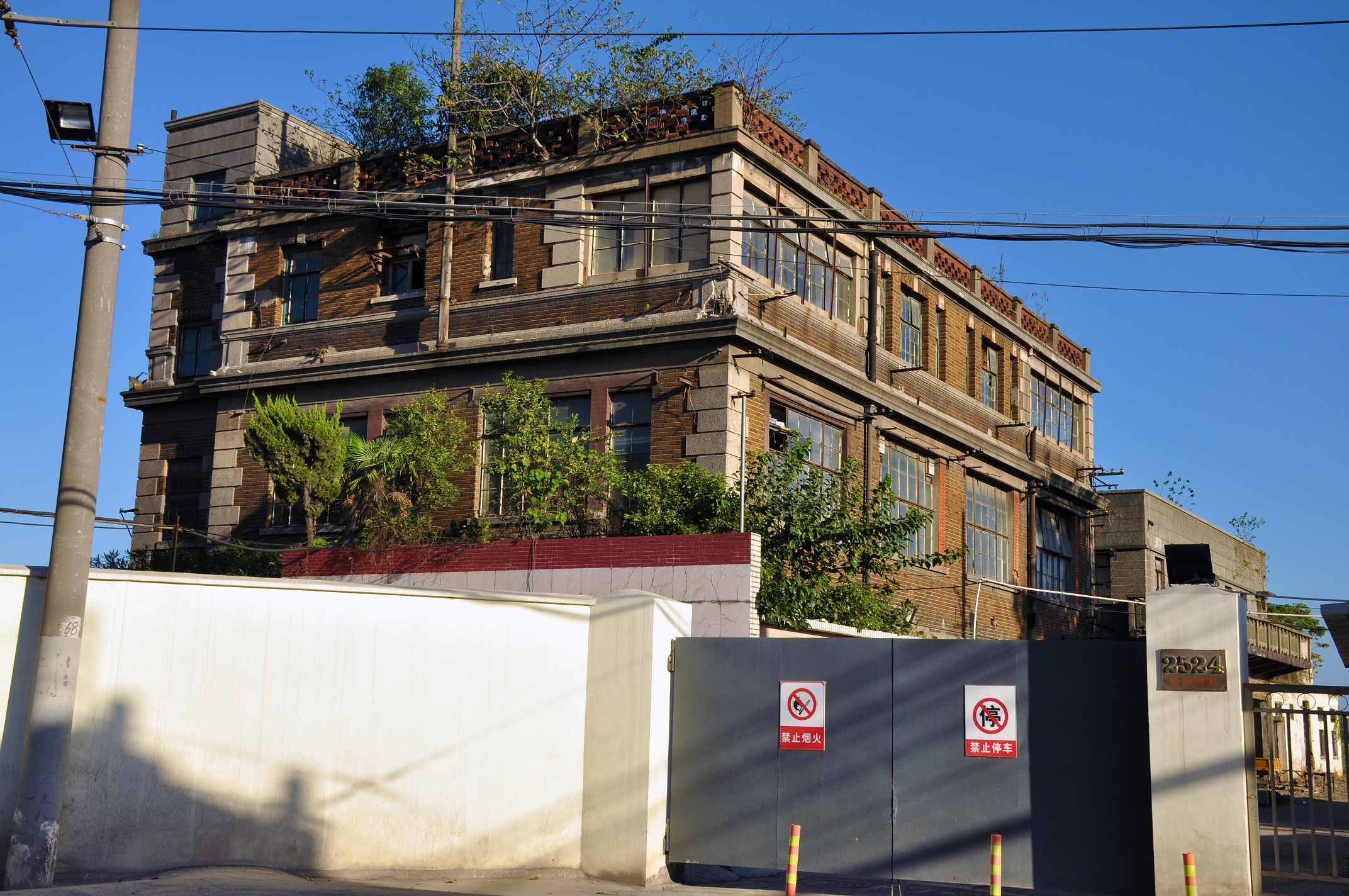
高级职员住宅

煤气公司杨树浦工场旧址又名楊樹浦煤氣廠，是中国上海市的一处历史建筑，位于杨浦区定海路街道杨树浦路2524号。
煤气公司杨树浦工场建于1932至1934年。1999年，杨树浦煤气厂停产。
2004年，煤气公司杨树浦工场列为杨浦区文物保护单位。2014年4月4日，煤气公司杨树浦工场旧址列为第八批上海市文物保护单位，现存三层办公楼及高级职员住宅。